# Sterictiphora furcata
Sterictiphora furcata är en stekelart som först beskrevs av Charles Joseph de Villers 1789.  Sterictiphora furcata ingår i släktet Sterictiphora, och familjen borsthornsteklar. Arten har ej påträffats i Sverige.